# Финляндия на летних Олимпийских играх 2024
Финляндия на летних Олимпийских играх 2024 года в Париже была представлена 56 спортсменами (23 мужчинами и 33 женщинами) в 13 видах спорта. Это было 51-е последовательное участие финских спортсменов в Олимпийских играх (летних и зимних), начиная с 1908 года, и первые Игры, на которых они не смогли завоевать ни одной медали.

## Квалификация
| № п/п | Вид спорта       | Мужчины        | Мужчины                | Женщины        | Женщины                | Всего          | Всего                  |
| № п/п | Вид спорта       | Завоевано квот | Количество спортсменов | Завоевано квот | Количество спортсменов | Завоевано квот | Количество спортсменов |
| ----- | ---------------- | -------------- | ---------------------- | -------------- | ---------------------- | -------------- | ---------------------- |
| 1     | Бадминтон        | 1              | 1                      |                |                        | 1              | 1                      |
| 2     | Бокс             |                |                        | 1              | 1                      | 1              | 1                      |
| 3     | Борьба           | 2              | 2                      |                |                        | 2              | 2                      |
| 4     | Велоспорт        | 1              | 1                      | 2              | 1                      | 3              | 2                      |
| 5     | Гольф            | 2              | 2                      | 2              | 2                      | 4              | 4                      |
| 6     | Дзюдо            | 2              | 2                      |                |                        | 2              | 2                      |
| 7     | Конный спорт     | 1              | 1                      | 4              | 4                      | 6              | 5                      |
| 8     | Лёгкая атлетика  | 7              | 7                      | 18             | 18                     | 25             | 25                     |
| 9     | Парусный спорт   | 2              | 3                      | 2              | 4                      | 5              | 7                      |
| 10    | Плавание         | 1              | 1                      | 1              | 1                      | 2              | 2                      |
| 11    | Скейтбординг     |                |                        | 1              | 1                      | 1              | 1                      |
| 12    | Стрельба         | 3              | 2                      | 1              | 1                      | 4              | 3                      |
| 13    | Стрельба из лука | 1              | 1                      |                |                        | 1              | 1                      |
|       | ИТОГО            | 23             | 23                     | 32             | 33                     | 57             | 56                     |

## Состав команды
Бадминтон
1. Калле Кольонен[англ.]

 Бокс
1. Пихла Кайво-оджа[англ.]

 Борьба
Греко-римская борьба
1. Йонни Сарккинен
2. Арви Саволайнен

Велоспорт
 Шоссейный велоспорт
1. Аннийна Ахтосало[англ.]

 Маунтинбайк
1. Йони Савасте[англ.]

 Гольф
1. Сами Вялимяки[англ.]
2. Тапио Пулкканен[англ.]
3. Ноора Комулайнен
4. Урсула Викстрём

 Дзюдо
1. Луукас Саха
2. Марти Пуумалайнен

 Конный спорт
1. Хенри Руосте[англ.]
2. Эмма Канерва[англ.]
3. Йоанна Робинсон[англ.]
4. Санна Силтакорпи[англ.]
5. Веэра Маннинен[англ.]

 Лёгкая атлетика
1. Эльмо Лакка[англ.]
2. Топи Райтанен[англ.]
3. Аку Партанен
4. Урхо Куянпяя[англ.]
5. Оливер Хеландер[англ.]
6. Тони Керянен[англ.]
7. Ласси Этелятало[англ.]
8. Лотта Кемппинен
9. Эвелина Мяяттянен[англ.]
10. Сара Лаппалайнен[англ.]
11. Натали Бломквист[англ.]
12. Реэтта Хурске[англ.]
13. Лотта Харала[англ.]
14. Вийви Лехикойнен[англ.]
15. Илона Мононен[англ.]
16. Камилла Рикардссон[англ.]
17. Элла Юннила[англ.]
18. Вилма Мурто
19. Элина Лампела[англ.]
20. Сенни Салминен[англ.]
21. Силья Косонен[англ.]
22. Криста Терво[англ.]
23. Суви Коскинен[англ.]
24. Анни-Линнеа Аланен[англ.]
25. Сага Ваннинен[англ.]

 Парусный спорт
1. Якоб Эклунд[англ.]
2. Каарле Таппер
3. Аксели Кескинен[англ.]
4. Моника Миккола[англ.]
5. Ронья Грёнблом[англ.]
6. Веэра Хокка[англ.]
7. Синем Куртбай[англ.]

 Плавание
1. Матти Маттссон
2. Ида Хулкко[англ.]

 Скейтбординг
1. Хейли Сирвио[англ.]

 Стрельба
1. Алекси Леппя[англ.]
2. Ээту Каллиойнен[англ.]
3. Ноора Антикайнен[англ.]

 Стрельба из лука
1. Антти Текониеми[англ.]

## Бадминтон
Финляндия завоевала одну квоту на участие в олимпийском турнире по бадминтону в соответствии с Олимпийским рейтингом BWF.
Мужчины
| Спортсмен      | Категория | Группы                         | Группы                                  | Группы        | Группы | 1/8 финала           | Четвертьфиналы       | Полуфиналы           | Финал / За 3 место   | Финал / За 3 место   |
| Спортсмен      | Категория | Соперник Счет                  | Соперник Счет                           | Соперник Счет | Место  | Соперник Счет        | Соперник Счет        | Соперник Счет        | Соперник Счет        | Место                |
| -------------- | --------- | ------------------------------ | --------------------------------------- | ------------- | ------ | -------------------- | -------------------- | -------------------- | -------------------- | -------------------- |
| Калле Кольонен | Одиночный | MRIЖюльен Поль В (21–9, 21–10) | THAКунлавут Витидсарн П (4–21, 0–8) RET | —             | RET    | завершил выступление | завершил выступление | завершил выступление | завершил выступление | завершил выступление |

## Бокс
Финляндия завоевала одно место в женский олимпийский турнир по боксу на Втором мировом квалификационном турнире 2024 года в Бангкоке, Таиланд.
| Спортсмен        | Категория        | 1/16 финала            | 1/8 финала                | Четвертьфиналы             | Полуфиналы            | Финал                 | Финал                 |
| Спортсмен        | Категория        | Соперник Результат     | Соперник Результат        | Соперник Результат         | Соперник Результат    | Соперник Результат    | Место                 |
| ---------------- | ---------------- | ---------------------- | ------------------------- | -------------------------- | --------------------- | --------------------- | --------------------- |
| Пихла Кайво-оджа | Женщины до 50 кг | ZAMМаргрет Тембо В 5–0 | USAДженнифер Лозано В 5–0 | TURБусеназ Чакыроглу П 0–5 | завершила выступление | завершила выступление | завершила выступление |

## Борьба
Финляндия завоевала по одному месту в соревнования по греко-римской борьбе на Европейском квалификационном турнире 2024 года в Баку, Азербайджан и Мировом квалификационном турнире 2024 года в Стамбуле, Турция.
Греко-римская борьба
| Спортсмен       | Категория | 1/8 финала            | Четвертьфиналы            | Полуфиналы           | Утеш.поединки        | Финал / За 3 место   | Финал / За 3 место |
| Спортсмен       | Категория | Соперник Результат    | Соперник Результат        | Соперник Результат   | Соперник Результат   | Соперник Результат   | Место              |
| --------------- | --------- | --------------------- | ------------------------- | -------------------- | -------------------- | -------------------- | ------------------ |
| Йонни Сарккинен | до 77 кг  | ARMМалхас Амоян П 0–4 | завершил выступление      | завершил выступление | завершил выступление | завершил выступление | 13                 |
| Арви Саволайнен | до 97 кг  | ALGФади Руаба В 3–0   | CUBГабриэль Росильо П 1–3 | завершил выступление | завершил выступление | завершил выступление | 8                  |

## Велоспорт

### Шоссейные велогонки
Финляндия получила по рейтингу UCI одно место в женской групповой гонке на шоссе и женской индивидуальной гонке с раздельным стартом. 
Женщины
| Спортсмен        | Дисциплина                 | Время    | Место |
| ---------------- | -------------------------- | -------- | ----- |
| Аннийна Ахтосало | Групповая гонка            | 4:07.04  | 37    |
| Аннийна Ахтосало | Гонка с раздельным стартом | 45.05,18 | 30    |

### Маунтинбайк
Финляндия получила одно место в мужские соревнования по маунтинбайку в результате перераспределения квот.
| Спортсмен    | Категория | Время | Место |
| ------------ | --------- | ----- | ----- |
| Йони Савасте | Мужчины   | DNF   | DNF   |

## Гольф
Финляндия получила по два места в мужские и женские соревнования по гольфу в соответствии с рейтингом IGF.
| Сопртсмен        | Категория | Раунд 1 | Раунд 2 | Раунд 3 | Раунд 4 | Итого | Итого | Итого |
| Сопртсмен        | Категория | Счет    | Счет    | Счет    | Счет    | Счет  | К пар | Место |
| ---------------- | --------- | ------- | ------- | ------- | ------- | ----- | ----- | ----- |
| Сами Вялимяки    | Мужчины   | 67      | 71      | 72      | 75      | 285   | +1    | =45   |
| Тапио Пулкканен  | Мужчины   | 69      | 72      | 71      | 70      | 282   | −2    | =35   |
| Ноора Комулайнен | Женщины   | 84      | 82      | 78      | Отказ   | Отказ | Отказ | Отказ |
| Урсула Викстрём  | Женщины   | 82      | 72      | 81      | 72      | 307   | +19   | 57    |

## Дзюдо
Финляндия получила по рейтингу IJF два места в мужских соревнованиях.
| Спортсмен         | Категория            | 1/16 финала                  | 1/8 финала                | Четвертьфиналы       | Полуфиналы           | Утеш. поединки       | Финал / За 3 место   | Финал / За 3 место   |
| Спортсмен         | Категория            | Соперник Результат           | Соперник Результат        | Соперник Результат   | Соперник Результат   | Соперник Результат   | Соперник Результат   | Место                |
| ----------------- | -------------------- | ---------------------------- | ------------------------- | -------------------- | -------------------- | -------------------- | -------------------- | -------------------- |
| Луукас Саха       | Мужчины до 66 кг     | TURМухаммед Демирель В 01–00 | MDAДенис Виеру П 00–01    | завершил выступление | завершил выступление | завершил выступление | завершил выступление | завершил выступление |
| Марти Пуумалайнен | Мужчины свыше 100 кг | —                            | AZEУшанги Кокаури П 00–10 | завершил выступление | завершил выступление | завершил выступление | завершил выступление | завершил выступление |

## Конный спорт
Финляндия завоевала по результатам Олимпийской квалификации в группе F право выставить команду и трех участников в личных соревнованиях в выездке. Также Финляндия получила два места в личных соревнованиях в троеборье в соответствии с олимпийским рейтингом FEI.

### Выездка
| Спортсмен                                 | Лошадь           | Дисциплина       | Гран При | Гран При | Специальный Гран При | Специальный Гран При | Произвольный Гран При | Произвольный Гран При |                       |                       |
| Спортсмен                                 | Лошадь           | Дисциплина       | Баллы    | Место    | Баллы                | Место                | Баллы                 | Место                 |                       |                       |
| ----------------------------------------- | ---------------- | ---------------- | -------- | -------- | -------------------- | -------------------- | --------------------- | --------------------- | --------------------- | --------------------- |
| Эмма Канерва                              | Greek Air        | Личный турнир    | 73,680   | 17 q     | —                    | —                    | 81,607                | 12                    |                       |                       |
| Йоанна Робинсон                           | Glamouraline     | Личный турнир    | 65,637   | 54       | —                    | —                    | завершила выступление | завершила выступление | завершила выступление | завершила выступление |
| Хенри Руосте                              | Tiffanys Diamond | Личный турнир    | 70,621   | 30       | —                    | —                    | завершил выступление  | завершил выступление  | завершил выступление  | завершил выступление  |
| Эмма Канерва Йоанна Робинсон Хенри Руосте | См. выше         | Командный турнир | 209,938  | 9 Q      | 212,036              | 8                    | —                     | —                     |                       |                       |

### Троеборье
| Спортсмен        | Лошадь      | Дисциплина    | Выездка | Выездка | Кросс | Кросс | Кросс | Конкур       | Конкур       | Конкур       | Конкур                | Конкур                | Конкур                | Всего | Всего |
| Спортсмен        | Лошадь      | Дисциплина    | Выездка | Выездка | Кросс | Кросс | Кросс | Квалификация | Квалификация | Квалификация | Финал                 | Финал                 | Финал                 | Всего | Всего |
| Спортсмен        | Лошадь      | Дисциплина    | Штраф   | Место   | Штраф | Всего | Место | Штраф        | Всего        | Место        | Штраф                 | Всего                 | Место                 | Штраф | Место |
| ---------------- | ----------- | ------------- | ------- | ------- | ----- | ----- | ----- | ------------ | ------------ | ------------ | --------------------- | --------------------- | --------------------- | ----- | ----- |
| Санна Силтакорпи | Bofey Click | Личный турнир | 35,40   | =43     | 21,80 | 57,20 | 40    | Отказ        | Отказ        | Отказ        | Отказ                 | Отказ                 | Отказ                 | Отказ | Отказ |
| Веэра Маннинен   | Sir Greg    | Личный турнир | 36,80   | 50      | 18,40 | 55,20 | 39    | 1,20         | 56,40        | 36           | завершила выступление | завершила выступление | завершила выступление | 56,40 | 36    |

## Легкая атлетика
Финские легкоатлеты выполнили нормативы для участия в Играх 2024 года, в следующих соревнованиях (максимум по 3 спортсмена в каждом), пройдя прямую квалификацию или по мировому рейтингу, а также получили два места в результате перераспределения квот.
Беговые дисциплины
Мужчины
| Спортсмен     | Дисциплина      | Забеги    | Забеги | Утеш. забеги | Утеш. забеги | Полуфиналы           | Полуфиналы           | Финал                | Финал                |
| Спортсмен     | Дисциплина      | Результат | Место  | Результат    | Место        | Результат            | Место                | Результат            | Место                |
| ------------- | --------------- | --------- | ------ | ------------ | ------------ | -------------------- | -------------------- | -------------------- | -------------------- |
| Эльмо Лакка   | 110 м с/б       | 13,84     | 7 R    | 13,75        | 7            | завершил выступление | завершил выступление | завершил выступление | завершил выступление |
| Топи Райтанен | 3000 м с/пр     | 8.33,12   | 11     | —            | —            | —                    | —                    | завершил выступление | завершил выступление |
| Аку Партанен  | Ходьба на 20 км | —         | —      | —            | —            | —                    | —                    | 1:22.56              | 32                   |

Женщины
| Спортсмен          | Дисциплина  | Забеги     | Забеги | Утеш. забеги | Утеш. забеги | Полуфиналы            | Полуфиналы            | Финал                 | Финал                 |
| Спортсмен          | Дисциплина  | Результат  | Место  | Результат    | Место        | Результат             | Место                 | Результат             | Место                 |
| ------------------ | ----------- | ---------- | ------ | ------------ | ------------ | --------------------- | --------------------- | --------------------- | --------------------- |
| Лотта Кемппинен    | 100 м       | 11,56      | 7      | —            | —            | завершила выступление | завершила выступление | завершила выступление | завершила выступление |
| Эвелина Мяяттянен  | 800 м       | 2.00,02    | 4 R    | 2.00,38      | 4            | завершила выступление | завершила выступление | завершила выступление | завершила выступление |
| Сара Лаппалайнен   | 1500 м      | 4.08,66    | 12 R   | DNS          | DNS          | завершила выступление | завершила выступление | завершила выступление | завершила выступление |
| Натали Бломквист   | 5000 м      | 15.02,75   | 7 Q    | —            | —            | —                     | —                     | 14.53,10              | 13                    |
| Реэтта Хурске      | 110 м с/б   | 12,96      | 6 R    | 12,83        | 3            | завершила выступление | завершила выступление | завершила выступление | завершила выступление |
| Лотта Харала       | 110 м с/б   | 12,97      | 5 R    | 12,86        | 1 Q          | 13,05                 | 8                     | завершила выступление | завершила выступление |
| Вийви Лехикойнен   | 400 м с/б   | 56,67      | 7 R    | 58,04        | 6            | завершила выступление | завершила выступление | завершила выступление | завершила выступление |
| Илона Мононен      | 3000 м с/пр | 9.22,77 NR | 6      | —            | —            | —                     | —                     | завершила выступление | завершила выступление |
| Камилла Рикардссон | Марафон     | —          | —      | —            | —            | —                     | —                     | 2:38.02               | 65                    |

Технические дисциплины
Мужчины
| Спортсмен       | Дисциплина      | Полуфиналы | Полуфиналы | Финал                | Финал                |
| Спортсмен       | Дисциплина      | Результат  | Место      | Результат            | Место                |
| --------------- | --------------- | ---------- | ---------- | -------------------- | -------------------- |
| Урхо Куянпяя    | Прыжки с шестом | 5,40       | 29         | завершил выступление | завершил выступление |
| Оливер Хеландер | Метание копья   | 83,81      | 10 q       | 82,68                | 9                    |
| Тони Керянен    | Метание копья   | 85,27      | 8 Q        | 80,92                | 10                   |
| Ласси Этелятало | Метание копья   | 82,91      | 12 q       | 84,58                | 8                    |

Женщины
| Спортсмен          | Дисциплина      | Полуфиналы | Полуфиналы | Финал                 | Финал                 |
| Спортсмен          | Дисциплина      | Результат  | Место      | Результат             | Место                 |
| ------------------ | --------------- | ---------- | ---------- | --------------------- | --------------------- |
| Элла Юннила        | Прыжки в высоту | 1,83       | 28         | завершила выступление | завершила выступление |
| Вилма Мурто        | Прыжки с шестом | 4,55       | 9 q        | 4,70                  | 6                     |
| Элина Лампела      | Прыжки с шестом | 4,55       | 7 q        | 4,40                  | 14                    |
| Сенни Салминен     | Тройной прыжок  | DNS        | DNS        | завершила выступление | завершила выступление |
| Силья Косонен      | Метание молота  | 72,11      | 9 q        | 74,04                 | 5                     |
| Криста Терво       | Метание молота  | 74,79 NR   | 1 Q        | 73,83                 | 6                     |
| Суви Коскинен      | Метание молота  | 67,90      | 21         | завершила выступление | завершила выступление |
| Анни-Линнеа Аланен | Метание копья   | 55,30      | 30         | завершила выступление | завершила выступление |

Комбинированные дисциплины – Семиборье
| Спортсмен     | Вид       | 100 м | ВЫ   | ЯД    | 200 м | ДЛ   | КО    | 800 м   | Сумма | Место |
| ------------- | --------- | ----- | ---- | ----- | ----- | ---- | ----- | ------- | ----- | ----- |
| Сага Ваннинен | Результат | 13,61 | 1,74 | 14,19 | 24,74 | 5,85 | 47,00 | 2.14,36 | 6163  | 15    |
| Сага Ваннинен | Баллы     | 1034  | 903  | 807   | 911   | 804  | 802   | 902     | 6163  | 15    |

## Парусный спорт
Финляндия завоевала право выставить по одной лодке (яхте) в нижеследующих классах судов по результатам Чемпионата мира по парусному спорту 2023 года в Гааге, Нидерланды, Чемпионата мира в классе ILCA 7 2024 года в Австралии и регаты «Последний шанс» 2024 года в Йере, Франция. Право выставить одну лодку в классе IQFoil у мужчин Финляндия получила по Программе Emerging Nations.
Гонки с выбыванием
| Спортсмен   | Дисциплина     | Предварительные гонки | Предварительные гонки | Предварительные гонки | Предварительные гонки | Предварительные гонки | Предварительные гонки | Предварительные гонки | Предварительные гонки | Предварительные гонки | Предварительные гонки | Предварительные гонки | Предварительные гонки | Предварительные гонки | Предварительные гонки | Предварительные гонки | 1/4 финала           | Полуфинал            | Полуфинал            | Полуфинал            | Полуфинал            | Полуфинал            | Полуфинал            | Полуфинал            | Полуфинал            | Финал                | Финал                | Финал                | Финал                | Финал                | Финал                | Финал                | Финал                |
| Спортсмен   | Дисциплина     | 1                     | 2                     | 3                     | 4                     | 5                     | 6                     | 7                     | 8                     | 9                     | 10                    | 11                    | 12                    | 13                    | Сумма                 | Место                 | Место                | 1                    | 2                    | 3                    | 4                    | 5                    | 6                    | Всего побед          | Место                | 1                    | 2                    | 3                    | 4                    | 5                    | 6                    | Всего побед          | Место                |
| ----------- | -------------- | --------------------- | --------------------- | --------------------- | --------------------- | --------------------- | --------------------- | --------------------- | --------------------- | --------------------- | --------------------- | --------------------- | --------------------- | --------------------- | --------------------- | --------------------- | -------------------- | -------------------- | -------------------- | -------------------- | -------------------- | -------------------- | -------------------- | -------------------- | -------------------- | -------------------- | -------------------- | -------------------- | -------------------- | -------------------- | -------------------- | -------------------- | -------------------- |
| Якоб Эклунд | Мужчины IQFoil | 14                    | 17                    | 18                    | 19                    | 18                    | 20                    | 10                    | 16                    | 16                    | 19                    | 18                    | 10                    | 16                    | 172                   | 20                    | завершил выступление | завершил выступление | завершил выступление | завершил выступление | завершил выступление | завершил выступление | завершил выступление | завершил выступление | завершил выступление | завершил выступление | завершил выступление | завершил выступление | завершил выступление | завершил выступление | завершил выступление | завершил выступление | завершил выступление |

Медальные гонки
| Спортсмен                     | Дисциплина      | Гонка | Гонка | Гонка | Гонка | Гонка  | Гонка  | Гонка  | Гонка  | Гонка    | Гонка    | Гонка | Гонка | Гонка | Баллы | Место |
| Спортсмен                     | Дисциплина      | 1     | 2     | 3     | 4     | 5      | 6      | 7      | 8      | 9        | 10       | 11    | 12    | M*    | Баллы | Место |
| ----------------------------- | --------------- | ----- | ----- | ----- | ----- | ------ | ------ | ------ | ------ | -------- | -------- | ----- | ----- | ----- | ----- | ----- |
| Каарле Таппер                 | Мужчины ILCA 7  | 23    | 18    | 9     | 32    | 44 DNS | 44 DNS | 44 DNS | 44 DNS | отменены | отменены | —     | —     | EL    | 214   | 37    |
| Моника Миккола                | Женщины ILCA 6  | 18    | 2     | 5     | 13    | 30     | 29     | 44 BFD | 18     | 12       | отменена | —     | —     | EL    | 127   | 16    |
| Ронья Грёнблом Веэра Хокка    | Женщины 49-й FX | 8     | 14    | 18    | 13    | 10     | 1      | 8      | 4      | 21 DSQ   | 11       | 16    | 13    | EL    | 116   | 15    |
| Аксели Кескинен Синем Куртбай | Микст Накра 17  | 3     | 7     | 4     | 4     | 11     | 5      | 7      | 11     | 11       | 12       | 15    | 4     | 18    | 97    | 7     |

M = Медальная гонка; EL = Выбыл – не участвовал в медальной гонке

## Плавание
Финские пловцы выполнили Олимпийский квалификационный норматив (OST) для участия в мужских соревнованиях и получили универсальное место для участия в женских соревнованиях.
| Спортсмен      | Дисциплина          | Заплывы | Заплывы | Полуфиналы            | Полуфиналы            | Финал                 | Финал                 |
| Спортсмен      | Дисциплина          | Время   | Место   | Время                 | Место                 | Время                 | Место                 |
| -------------- | ------------------- | ------- | ------- | --------------------- | --------------------- | --------------------- | --------------------- |
| Матти Маттссон | Мужчины 200 м брасс | 2.11,18 | 18      | завершил выступление  | завершил выступление  | завершил выступление  | завершил выступление  |
| Ида Хулкко     | Женщины 100 м брасс | 1.08,73 | 26      | завершила выступление | завершила выступление | завершила выступление | завершила выступление |

## Скейтбординг
Финляндия получила одно место в женские соревнования в дисциплине парк на основании Олимпийского рейтинга OWSR.
| Спортсмен    | Дисциплина   | Заезд | Заезд | Финал | Финал |
| Спортсмен    | Дисциплина   | Счет  | Место | Счет  | Место |
| ------------ | ------------ | ----- | ----- | ----- | ----- |
| Хейли Сирвио | Парк женщины | 83,42 | 5 Q   | 88,89 | 5     |

## Стрельба
Финляндия завоевала три места в различных дисциплинах олимпийского турнира стрелков на разных этапах отбора, включая Чемпионате мира по стрельбе 2023 года в Баку, Азербайджан и Мировой Олимпийский рейтинг. Еще одну квоту Финляндия получила благодаря квалификации стрелка в другой дисциплине согласно правилам ISSF.
Мужчины
| Спортсмен       | Дисциплина                            | Квалификация | Квалификация | Финал                 | Финал                 |
| Спортсмен       | Дисциплина                            | Баллы        | Место        | Баллы                 | Место                 |
| --------------- | ------------------------------------- | ------------ | ------------ | --------------------- | --------------------- |
| Алекси Леппя    | Винтовка из трёх положений, 50 метров | 586-31x      | 24           | завершил выступление  | завершил выступление  |
| Алекси Леппя    | Пневматическая винтовка, 10 метров    | 627,8        | 22           | завершил выступление  | завершил выступление  |
| Ээту Каллиойнен | Скит                                  | 117          | 20           | завершила выступление | завершила выступление |

Женщины
| Спортсмен        | Дисциплина | Квалификация | Квалификация | Финал                 | Финал                 |
| Спортсмен        | Дисциплина | Баллы        | Место        | Баллы                 | Место                 |
| ---------------- | ---------- | ------------ | ------------ | --------------------- | --------------------- |
| Ноора Антикайнен | Трап       | 107          | 30           | завершила выступление | завершила выступление |

## Стрельба из лука
Финляндия получила одно место в мужских соревнованиях по стрельбе из лука в результате перераспределения квот.
| Спортсмен       | Дисциплина                        | Предварительный раунд | Предварительный раунд | 1/32                 | 1/16                 | 1/8                  | Четвертьфиналы       | Полуфиналы           | Финал / За 3 место   | Финал / За 3 место   |
| Спортсмен       | Дисциплина                        | Результат             | Посев                 | Соперник Счет        | Соперник Счет        | Соперник Счет        | Соперник Счет        | Соперник Счет        | Соперник Счет        | Место                |
| --------------- | --------------------------------- | --------------------- | --------------------- | -------------------- | -------------------- | -------------------- | -------------------- | -------------------- | -------------------- | -------------------- |
| Антти Текониеми | Мужчины индивидуальное первенство | 656                   | 41                    | TPEТай Ю-Сюань П 0–6 | завершил выступление | завершил выступление | завершил выступление | завершил выступление | завершил выступление | завершил выступление |